# Anagonia rufifacies
Anagonia rufifacies är en tvåvingeart som först beskrevs av Macquart 1847.  Anagonia rufifacies ingår i släktet Anagonia och familjen parasitflugor. Inga underarter finns listade i Catalogue of Life.